# Carla Shatz
Carla Jo Shatz, née en 1947, est une neurobiologiste américaine. Elle fut la première femme a passer son doctorat en neurobiologie à l'Harvard Medical School en 1976. 

## Biographie
Ses travaux visent à comprendre comment les circuits neuronaux  précoces du cerveau (notamment ceux du système visuel) se transforment en circuits "adultes" au cours de périodes critiques du développement. 
Depuis 1989, elle est professeure de neurobiologie à l’université Stanford. 

## Distinctions
- 1992: Membre de l'Académie américaine des arts et des sciences
- 2016: Prix Kavli avec Eve Marder et Michael Merzenich pour la découverte des mécanismes qui permettent la neuromodulation des réseaux neuronaux, en 2016
- 2017 : Prix Harvey